# Kastell Böhming
Das Kastell Böhming war ein römisches Kastell, das nahe dem UNESCO-Weltkulturerbe Obergermanisch-Raetischer Limes errichtet wurde und westlich des Dorfes Böhming im Landkreis Eichstätt in Bayern liegt. Die höchstwahrscheinlich für ein 150 bis 200 Mann starkes Grenzschutzkommando (Numerus) errichtete Befestigung ging spätestens mit dem Limesfall 259/260 n. Chr. unter.

## Lage und Forschungsgeschichte

Das Kastell mit seinem Limesumfeld

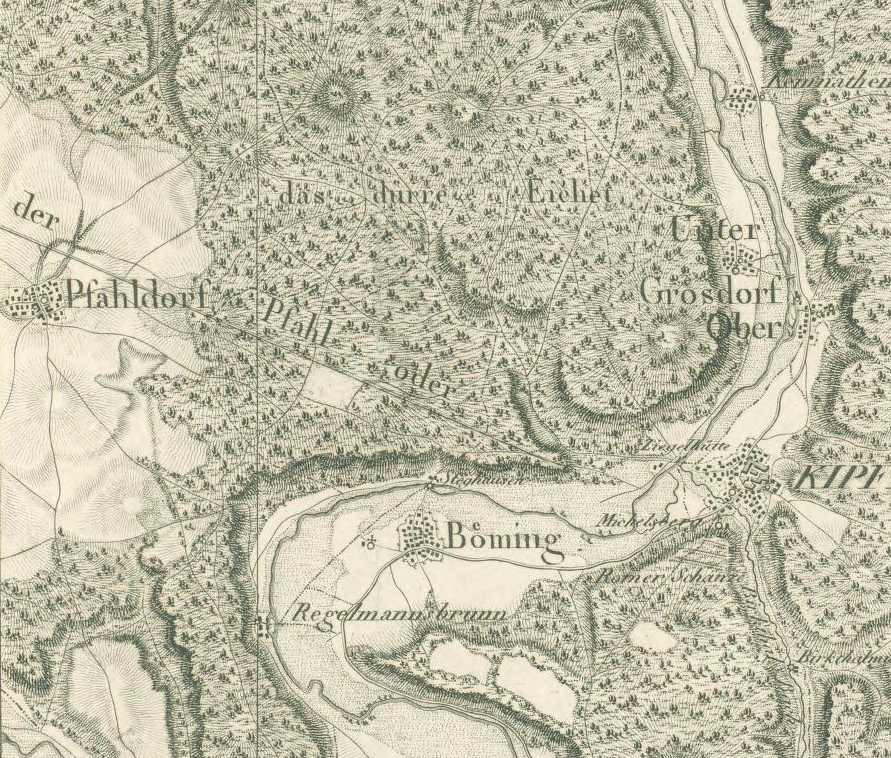
Böhming und die auch als „Pfahl“ bekannte Teufelsmauer im Jahr 1817

Das Kastell nach den historischen Befunden der Reichs-Limeskommission, Ergebnissen neuerer Luftbildaufnahmen und der 2008 veröffentlichten Magnetometererfassung.

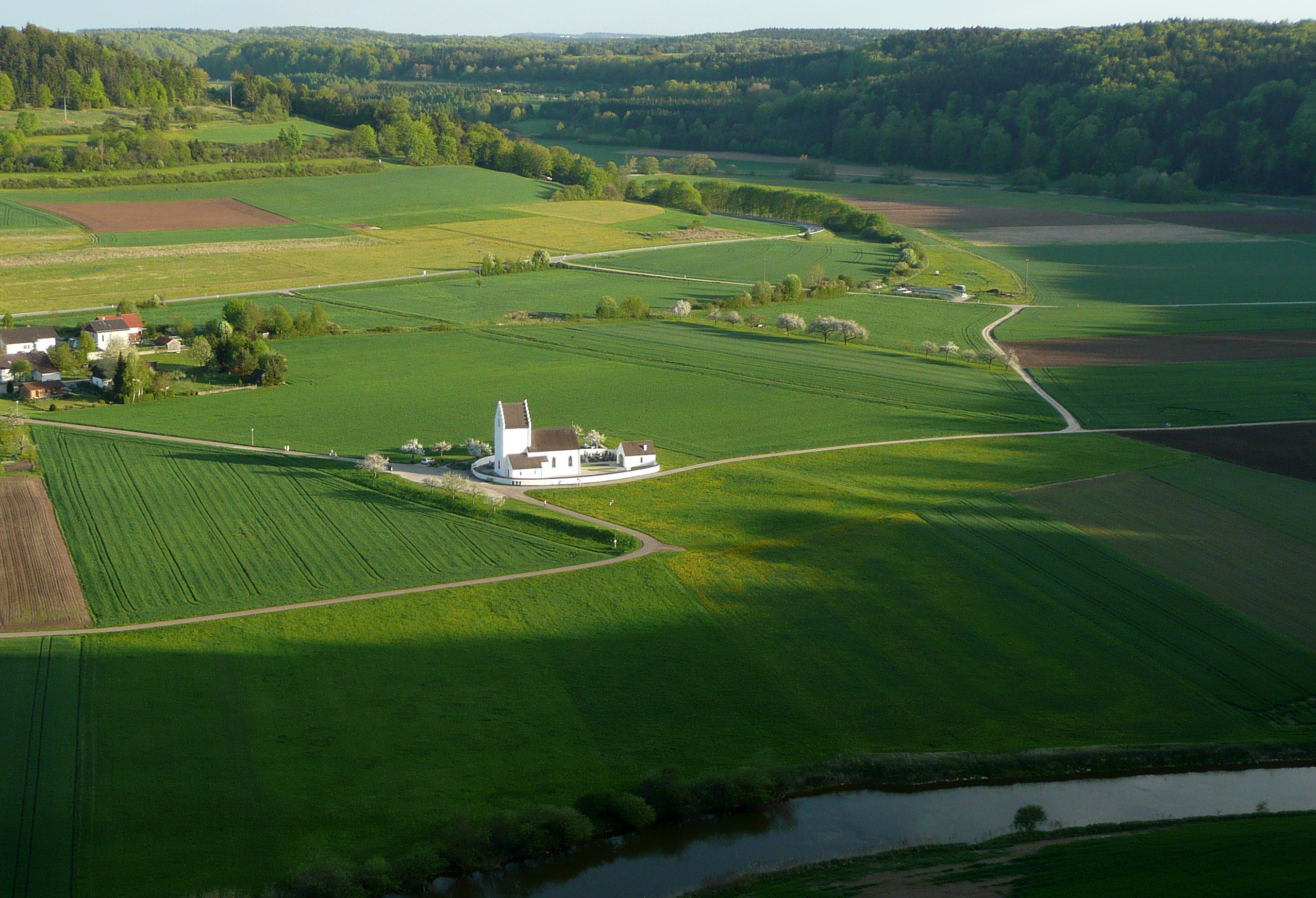
Der Kastellplatz im Bereich der Böhminger Kirche und das weitere Altmühltal von dem Höhenzug, auf dem der Limes verlief

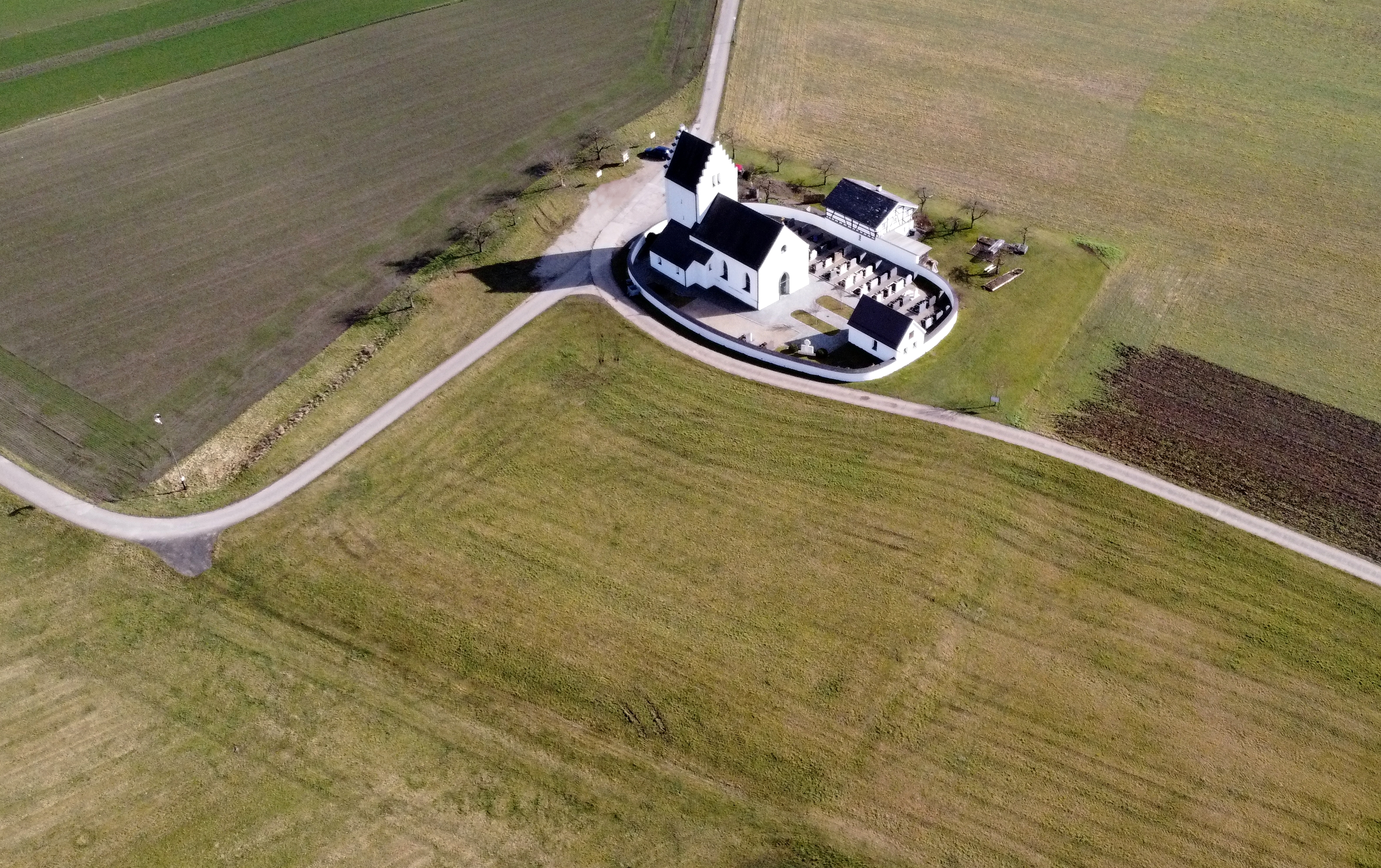
Luftbild der Kirche St. Johann Baptist auf dem Kastellareal

Das in der Altmühlniederung gelegene Kastell Böhming liegt 400 Meter westlich von Böhming auf der Flur „Kirchfeld“ und ist durch seine markanten 1,5 Meter hohen Wallkanten sehr gut im Gelände sichtbar. In rund 200 Metern Entfernung fließt die Altmühl am Kastell vorbei. Den Bereich des Stabsgebäudes, den Principia, überlagern heute teilweise die freistehende Filialkirche St. Johannes der Täufer mit Mesnerhaus, Friedhof und Nebengebäude. Bis zum südlich gelegenen Kohortenkastell Pfünz sind es rund 15 Kilometer. Etwa 900 Meter westlich des Numeruskastells Böhming verläuft der früher als „Pfahl“ oder „Teufelsmauer“ bekannte Limes auf den bewaldeten Bergsporn „Pfahlbuck“, der von hochaufragenden, steilen Felswänden getragen wird. Ein antiker Weg führt über den Steilhang direkt zur ehemaligen römischen Reichsgrenze und zu den Wachtürmen Wp 14/74–78. Bis Kipfenberg, dort quert der Limes das Altmühltal, sind es 2,5 Kilometer.
Der Ausgräber Friedrich Winkelmann, ein Streckenkommissar der Reichs-Limeskommission (RLK), erläuterte die Lage des Kastells mit seinem Vicus folgendermaßen:
„Sehr auffallend ist die Lage des Kastells, das sich nur 2,2 m über den mittleren Wasserstand der Altmühl erhebt, also noch innerhalb des Bereiches der häufig auftretenden Hochwasser. Ein zwingender Grund, diese Lage zu wählen, kann wenigstens in den Terrainverhältnissen nicht gefunden werden, da hinter der Südostseite der Boden ganz flach ansteigt. Es scheint, dass das Bett der Altmühl in römischer Zeit tiefer eingeschnitten war.“
Wie eine Überprüfung der seit 1980 angefertigten archäologischen Luftbilder von Böhming ergab, erreicht der Fluss jedoch auch bei Hochwasser nicht das Lagergelände.
Bereits zu Beginn des 19. Jahrhunderts hatte man die Wälle von Böhming als römerzeitlich erkannt. Unter Winkelmann fanden dann im November 1898 und 1905 die ersten gezielten Ausgrabungen statt. Wichtigster Fund war neben dem Architekturbefund die vollständig erhaltene Bauinschrift. 1959 konnte Anton Gäck zusätzlich zu den Beobachtungen der RLK einen weiteren Torturm an der südöstlichen Schmalseite der Anlage ausmachen. Im gleichen Jahr entdeckte man das Brandgräberfeld.
2007 fand eine großflächige Begehung des Kastellplatzes mithilfe der Geomagnetik statt, wobei ohne Ausgrabung erstmals die Strukturen des Areals detaillierter nachgewiesen werden konnten, als dies zu Zeiten der Reichs-Limeskommission möglich gewesen ist. Eine Ausgrabung wurde aber vom damaligen bayerischen Landeskonservator für Bodendenkmäler, Sebastian Sommer (1956–2021), „kategorisch abgelehnt“. Fördermittel stünden nur für eine Bepflanzung des Areals, zur Sichtbarmachung der ehemaligen Strukturen, zur Verfügung.
Die nichtbebauten Flächen des Kastells werden heute landwirtschaftlich genutzt.

## Baugeschichte

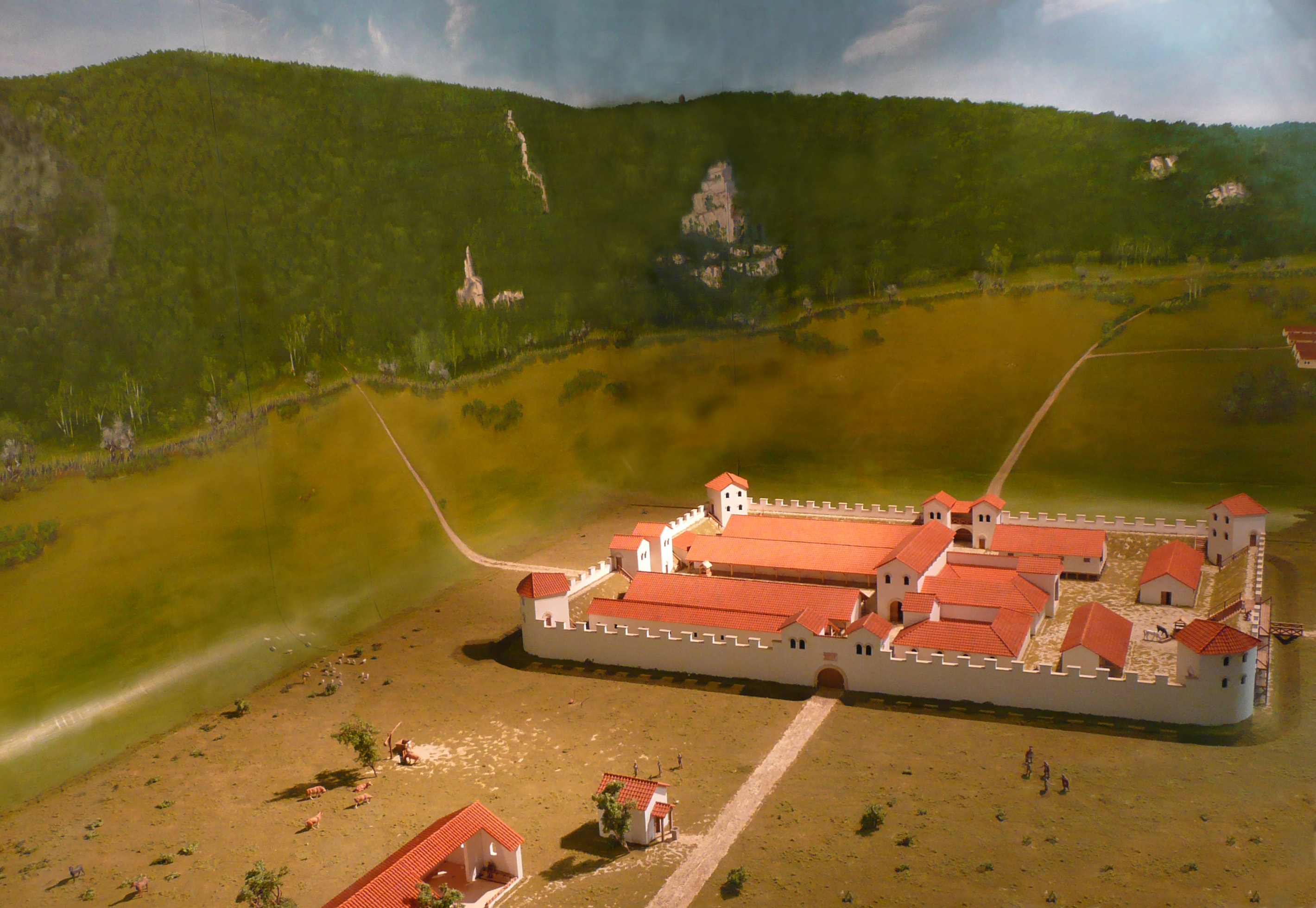
Archäologisch fundiertes Modell des Kastells im Römer- und Bajuwarenmuseum auf der Burg Kipfenberg

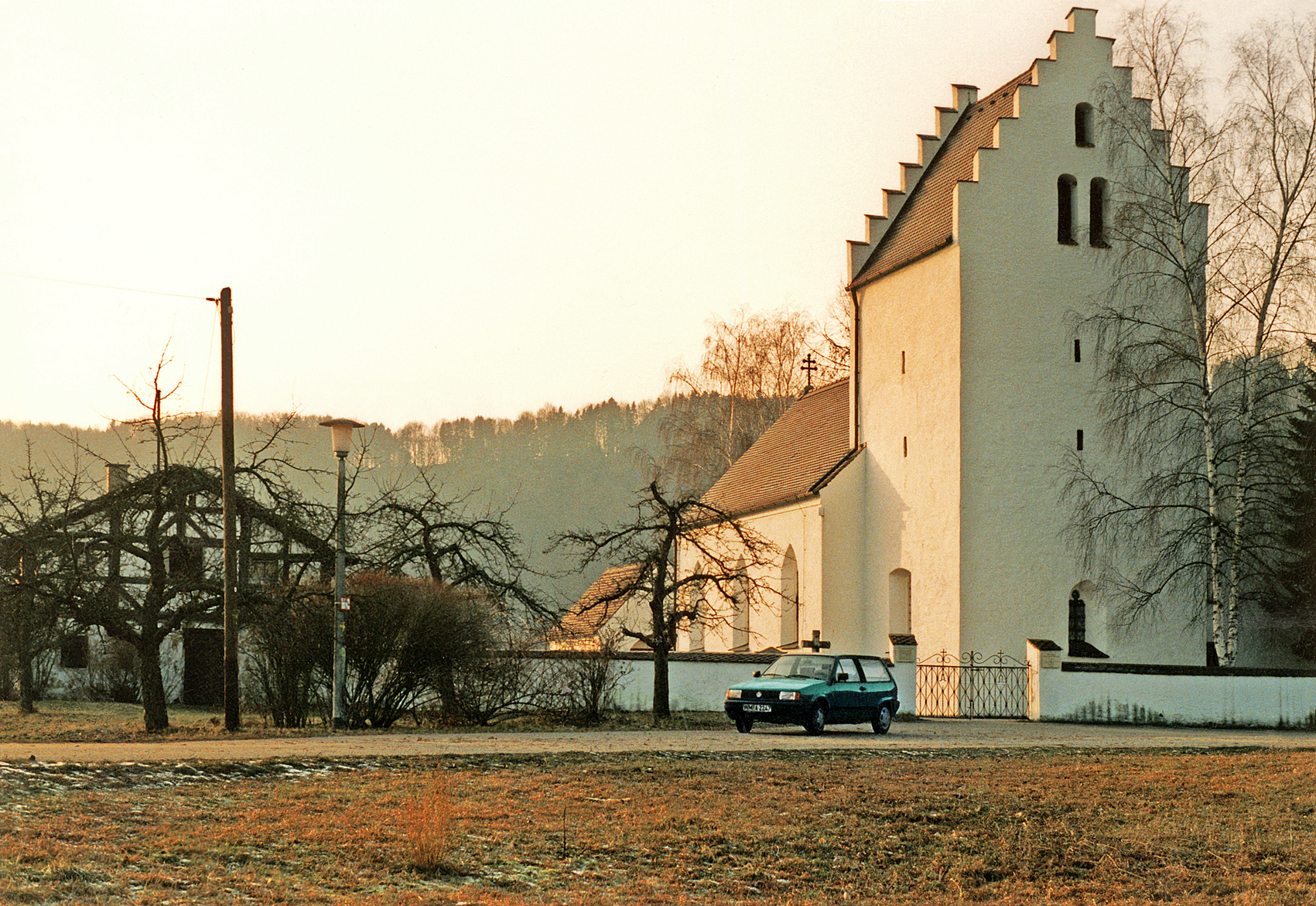
Die Kirche von Böhming steht auf Teilen der Principia des ehemaligen Kastells.

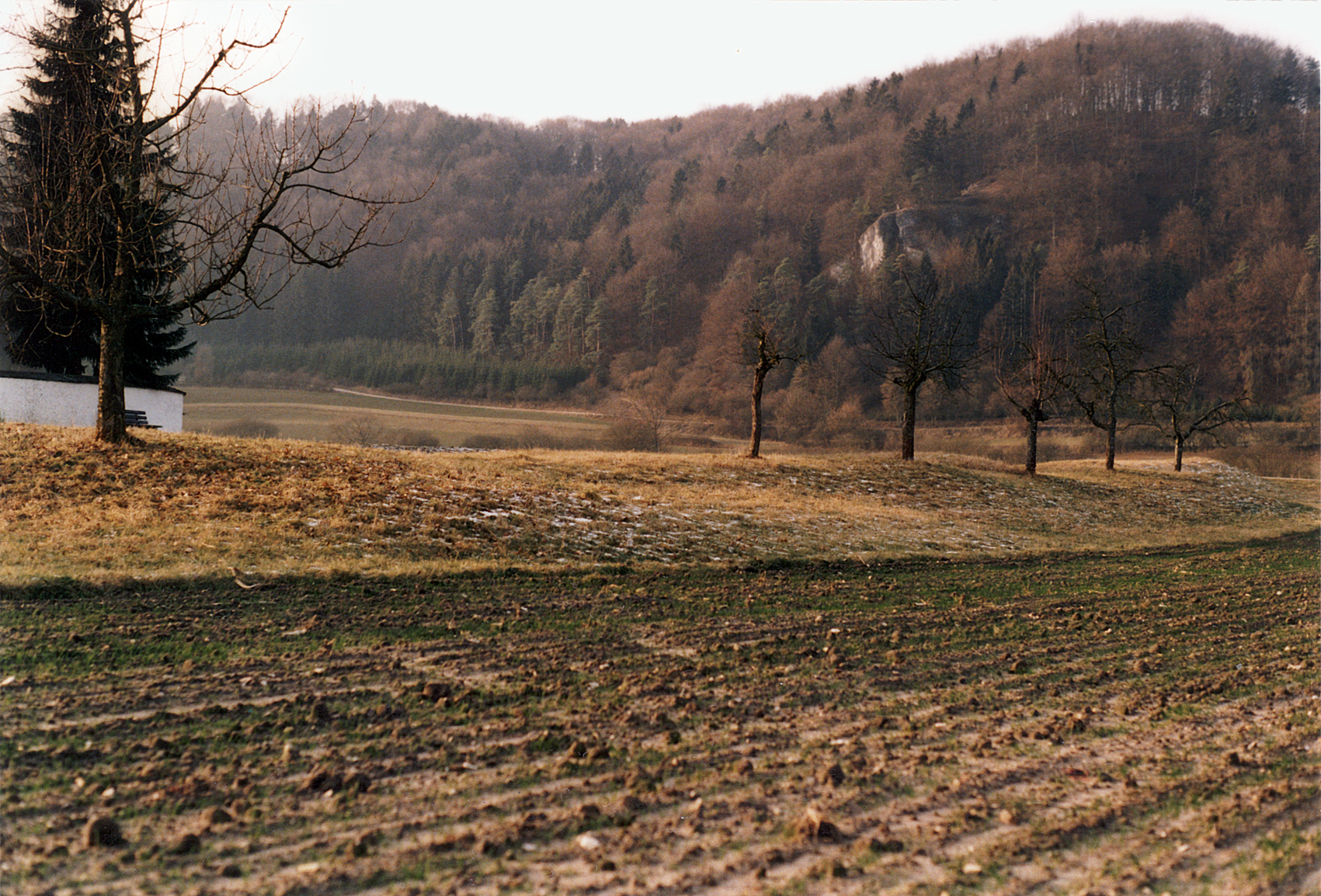
Nordostwall des Kastells. Auf dem Bergsporn „Pfahlbuck“ im Hintergrund stand der Limesturm Wp 14/78 in Sichtkontakt mit dem Kastell

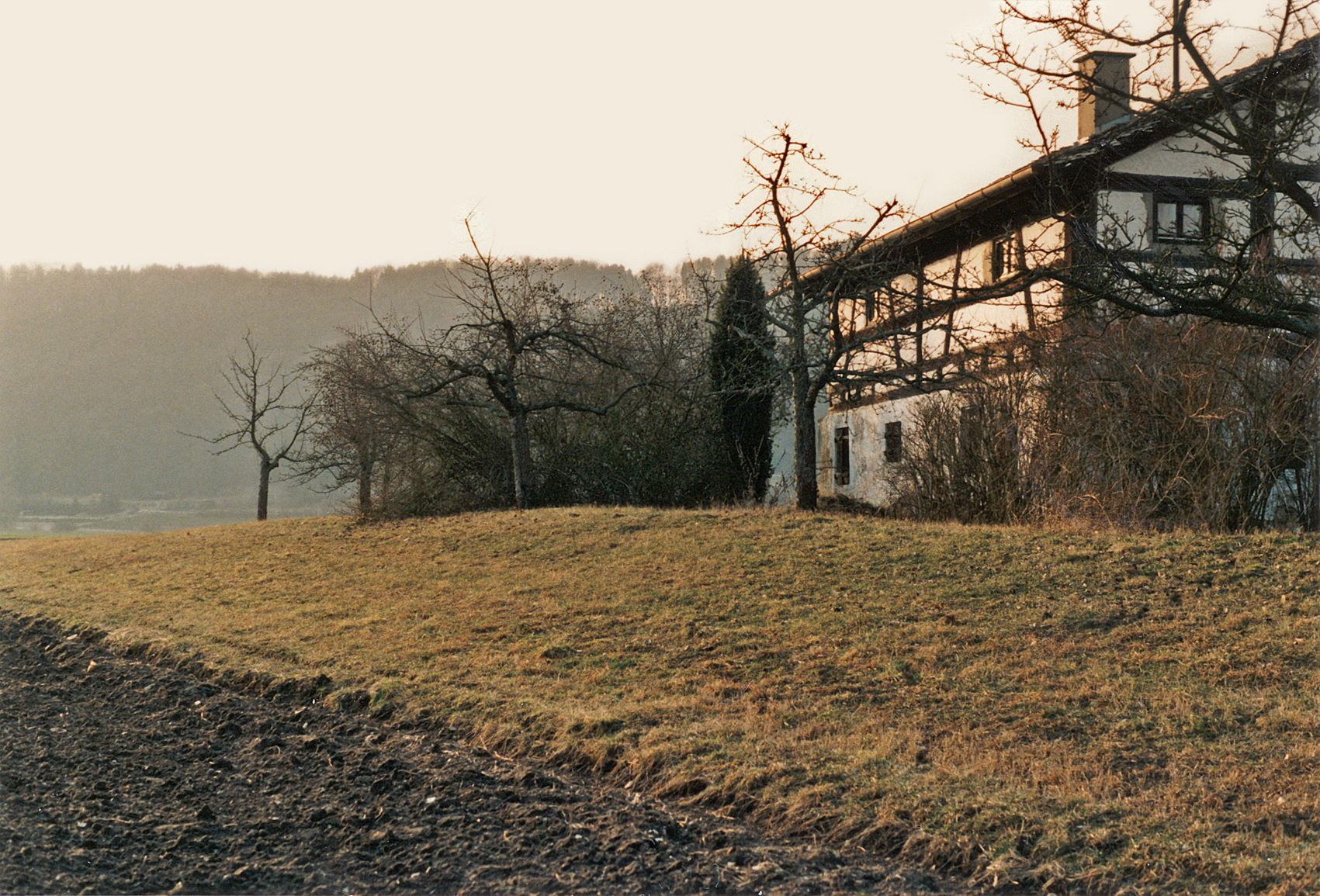
Südostwall des Kastells, auf dem Höhenzug im Hintergrund die Limesmauer

Unter dem Steinkastell wurden immer wieder Hinweise auf eine ausgedehnte Brandschicht entdeckt, darin Eichen- und Fichtenbohlen, Terra Sigillata und verbrannte Lehmbrocken. Daraus konnte geschlossen werden, dass dem späteren Steinkastell eine durch Feuer zerstörte Holz-Erde-Anlage mit Fachwerkbebauung vorausgegangen ist. Deren Gründung ist unsicher. Als frühester Zeitpunkt ist die Regierungszeit Kaiser Hadrians (117–138) anzusehen. Damals wurde die römische Reichsgrenze in der Provinz Raetien auf ihre endgültige Linie gebracht. So wird die Gründung des nördlicher gelegenen Numeruskastells Ellingen in die Zeit um 120 gelegt. Zu dem in Böhming entdeckten Zerstörungshorizont der Holz-Erde-Anlage gehört die zeitliche Stellung der Markomannenkriege (166–180), die auch in diesem Gebiet wüteten und der möglicherweise auch das Kastell Pfünz zum Opfer fiel. Eine aus diesem Kastell stammende, zeitlich passende Bauinschrift von 183/184, die möglicherweise von Reparaturmaßnahmen kündet, wurde dort entdeckt.
Wie die 1898 vor dem linken Seitentor von Winkelmann aufgefundene Bauinschrift aus Ellinger Sandstein andeutet, wurde das bisher in Holzbauweise errichtete Kastell Böhming im Jahr 181 unter der Statthalterschaft des Quintus Spicius Cerialis von einer Abteilung der Legio III Italica aus Regensburg, die der Centurio Iulius Iulinus führte, „über der Brandschicht der ersten Bauten“ in Stein ausgebaut. Die Legionäre waren für die Wehrmauer mit Toren und Türmen zuständig. Nach deren Fertigstellung machte sich die in Pfünz stationierte Cohors I Breucorum unter ihrem Kommandanten Aelius Fortis, ebenfalls ein Centurio der Regensburger Legion, an die Innenbebauung. Man nimmt an, dass der in Böhming stationierte Numerus zu wenig eigene Bauhandwerker hatte und daher andere Kräfte den Steinausbau übernahmen. Dies ist vermutlich der Grund, warum der Name des Numerus nicht in der Bauinschrift, die ursprünglich am Südwesttor angebracht war, auftaucht. Als nächste militärische Baumaßnahme am Limes unter Statthalter Cerialis ist der Steinausbau des Kastells Ellingen im Jahre 182 bekannt.

### Umwehrung
Die 95 × 85 Meter große und 0,73 Hektar umfassende Wehranlage von Böhming war in ihrer Längsachse genau von Südosten nach Nordwesten gedreht, dort lag auch die Prätorialfront. Um das eigentliche Lager lag ein Doppelspitzgraben, der sowohl am Südwest-, als auch am Nordosttor auf einer Breite von zehn bis zwölf Metern aussetzte. Nur an der Porta praetoria, dem Nordwesttor, mussten die beiden Gräben mittels hölzerner Übergänge passiert werden. Wie die Magnetometererkundung 2007 feststellte, könnte sich an der Nordseite des Südwesttores ein dritter Grabenstich befinden, der jedoch nur rund 25 Meter lang ist. Näheres ließe sich jedoch nur mit einer klassischen Ausgrabung sagen. Bisher konnten drei zweispurige Tore, flankiert von jeweils zwei Tortürmen an den Durchfahrten entlang der Längs- und Breitseiten festgestellt werden. Ob es auch eine Porta decumana an der Kastellrückseite im Südosten gegeben hat, konnte bei den Magnetometermessungen nicht festgestellt werden, ist aber aufgrund der Lage eines bereits durch Anton Gäck im Jahr 1959 ergrabenen Turmes sehr wahrscheinlich. Neben zwei nachgewiesenen und zwei vermuteten Ecktürmen sowie den Tortürmen wurden in Böhming keine weiteren Zwischentürme entdeckt. Der Befund deckt sich mit der Bauinschrift, welche vier Türme und Tore erwähnt. Es könnte sein, dass sich die Zahl „4“ auf dieser Inschrift (portas cum turribus IIII) auch auf die Anzahl der errichteten Tore bezieht.

### Innenbebauung
Das Stabsgebäude (Principia) lag in der kleineren Südosthälfte der Fortifikation. Ihre Reste wurden von Winkelmann 1898 angeschnitten, ohne dass man jedoch ein klares Bild ihres Aussehens zeichnen konnte, da der Kirchhof weiterführende Grabungen verhinderte. Nach dem damaligen Grabungsbericht konnte der vordere Bereich des Bauwerks angeschnitten werden. Es zeigte sich eine 22 × 4,90 Meter umfassende rechteckige Querhalle, die den eigentlichen Principia vorgelagert war. Dahinter folgte ein dieselbe Länge einnehmender Raum oder Gang mit 1,30 Metern Breite, von dem ein vier Meter langer Teil durch ein Mäuerchen getrennt worden war. Von den 0,90 Meter starken Mauern des Bauwerks hatte sich nicht viel mehr erhalten als die Fundamente. Für die 2007 durchgeführten Messungen blieben selbst die damals freigelegten steinernen Überreste der Principia unkenntlich.
Schematisch gut bekannt ist die Bebauung der Praetentura, des Vorderlagers. Es zeigt sich, dass das Lagerinnere dicht bebaut, jedoch klar gegliedert war. Entlang der Via principalis sind links und rechts deutlich die Umrisse von vier rund 18 × 25 Meter großen Holzgebäuden erkennbar. Deren innere Strukturen sind jedoch sehr stark gestört. Dort könnte Brandschutt die Raumfluchten überdecken. Dieser wurde bereits von Winkelmann mehrfach beobachtet. Die Funktion dieser vier Bauten bleibt bis zu einer Spatengrabung ungeklärt. Wesentlich deutlicher lassen sich drei sechs bis acht Meter breite und rund 35 Meter lange hölzerne Mannschaftsbaracken ausmachen, die entlang der Längsseiten zwischen den Eck- und Tortürmen standen. Eine vierte vermutete Soldatenunterkunft könnte ebenfalls nur durch eine Ausgrabung ermittelt werden. Offensichtlich waren die Gebäude im Kastellinneren nicht durch besonders befestigte Lagerstraßen miteinander verbunden.

### Bauinschrift

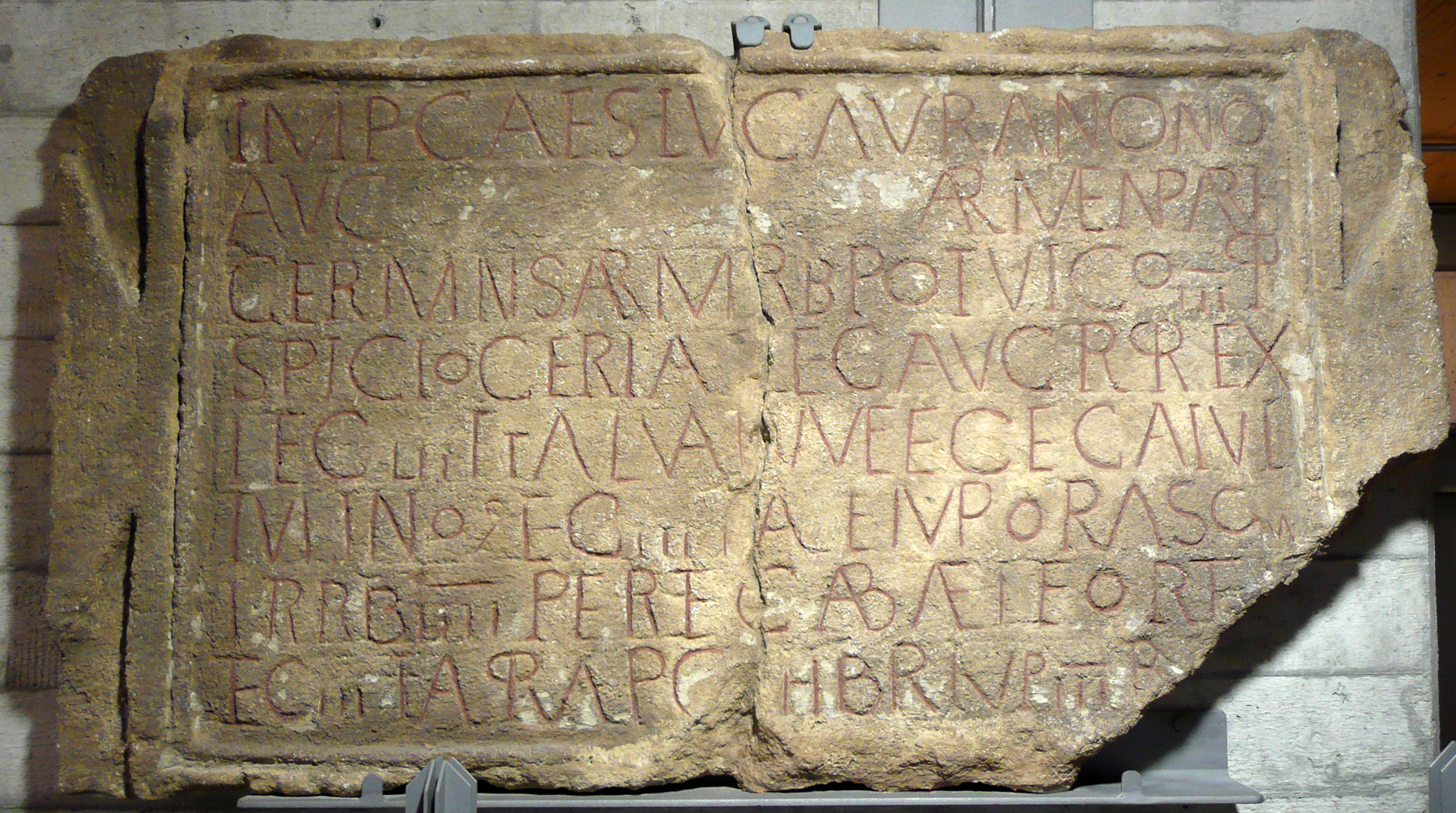
Bauinschrift (Abguss)

Einen ersten Übersetzungsversuch der Bauinschrift veröffentlichte der Klassischer Philologe Karl Zangemeister (1837–1902) in der Juli-Ausgabe des Limesblatts von 1899.
Die moderne Lesung dieser Inschrift aus dem Jahr 181 lautet:
Imp(eratore) Caes(are) Luc(io) Aur(elio) Antoni(n)o

Aug(usto) C[ommod]o Armen(iaco) Parth(ico)

Germ(a)n(ico) Sarm(atico) trib(unicia) pot(estate) VI co(nsule) III p(atre) p(atriae)

Spicio Ceriale leg(ato) Aug(usti) pr(o) pr(aetore) vex(illarii)

leg(ionis) III Ital(icae) vallum fece(runt) c(uram) a(gente) Iul(io)

Iulino (centurione) leg(ionis) III Ital(icae) item portas cum

turrib(us) IIII perfec(tas) ab Ael(io) Forte (centurione)

leg(ionis) III Ital(icae) praep(osito) coh(ortis) I Br(eucorum) imp(eratore) III Bur[ro] co(n)s(ulibus)
Übersetzung: „Für Kaiser Lucius Aurelius Antoninus Augustus Commodus, den Sieger über Armenier, Parther, Germanen und Sarmaten, als er die tribunizische Gewalt zum 6. Mal innehatte, Konsul zum 3. Mal war, den Vater des Vaterlandes. Unter dem Statthalter und Oberbefehlshaber („legatus Augusti pro praetore“) Spicius Cerialis hat eine Abteilung der III. Italischen Legion [aus Regensburg] unter dem Kommando des Centurios Julius Julinus die Umwehrung sowie die Tore mit vier Türmen errichtet. Fertiggestellt [wurden die Arbeiten] durch Aelius Fortis, Centurio der III. Italischen Legion sowie Kommandeur der I. Breukerkohorte [in Pfünz]. [Dies geschah], als der Kaiser zum 3. Mal und Burrus zum 1. Mal Konsuln waren.“
Auf Veranlassung seines Nachfolgers fiel Kaiser Commodus unter die Damnatio memoriae, die Tilgung seiner Person aus der Erinnerung der Menschen. Daher wurde sein Name nachträglich aus der Bauinschrift herausgemeißelt. Quintus Spicius Cerialis war im gleichen Jahr, als er die Baumaßnahmen von Böhming leitete, raetischer Statthalter und Oberkommandeur der Truppen seiner Provinz geworden und blieb bis 184 in diesen Ämtern.

### Weihinschrift
Aus Böhming ist das Fragment einer datierbaren Weihinschrift aus der Regierungszeit Kaiser Caracallas bekannt, die von der in Pfünz liegenden Cohors I Breucorum stammt und vielleicht nach Abschluss einer erfolgreichen Militäraktion aufgestellt wurde (Belegstelle: IBR 00290). In der Vergangenheit wurde dieser Einsatz mit dem Feldzug Caracallas 213 in Verbindung gebracht, als dieser möglicherweise am Limestor Dalkingen nahe dem Kastell Buch die römische Reichsgrenze überschritt.
] Fo[r]-

[tuna]e Red(uci)

[coh(ors) I Br(eucorum)] Anto(niniana)

v(otum) [s(olvit) l(ibens)] l(aetus) m(erito)

Laeto II co(n)[s(ule)]
Übersetzung: „… Der zurückführenden Fortuna. Die 1. Kohorte der Breuker hat ihr Gelübde gern, freudig und nach Gebühr eingelöst unter dem Konsul Laetus II.“
Der feststehende Begriff Fortuna Redux ist sowohl auf Steininschriften als auch auf Münzen überliefert. Die Römer verwendeten ihn für Jupiter und Fortuna in Bezug auf eine glückliche Heimkehr, die ihnen von diesen Göttern geschenkt worden war. Quintus Maecius Laetus II war zusammen mit Marcus Munatius Sulla Cerialis im Jahre 215 Konsul.

## Kastellbad

Das Kastellbad

Das kleine, 25 Meter lange und neun Meter breite Kastellbad (Balineum) – ebenfalls 1898 ergraben – lag rund 100 Meter vom Südwesttor entfernt an der dort ausfallenden Römerstraße. Die Anlage mit ihren 0,90 Meter starken Außenmauern, gehörte zu dem am Limes weit verbreiteten sogenannten Reihentypus. Das heißt, alle für den festgelegten Badevorgang notwendigen Räume mit Kaltbad (Frigidarium), Schwitzbad (Sudatorium), Laubad (Tepidarium) und Heißbad (Caldarium) waren in einer Gebäudeflucht hintereinander geschaltet angeordnet. Das Bad wurde von der Reichs-Limeskommission ergraben. Dabei stellte sich heraus, dass die kleine, südöstlich an das Bad gebaute halbrunde Apsis, nicht im Fugenverband mit dem eigentlichen Bauwerk stand und gleichzeitig etwas aus der Achse des angrenzenden Raumes verschoben errichtet worden war. Die Ausgräber folgerten, diesen Befund als späteren Anbau zu betrachten. Zwar war der Boden aus dieser Apsis vollständig verschwunden, doch befand sich dort in vergleichbaren Bädersituationen eine Wasserwanne. Diese lag in Böhming etwas höher als die übrigen Räume des Bades. Alle hypokaustierten Räume waren in der Mitte eingebrochen. Daher wurden nur die Pfeiler entlang der Wände unversehrt aufgefunden. Da die Bodenplatten über den Pfeilern an diesen umlaufenden Stellen unmittelbar an die Wände des Bades anstießen, konnte geschlussfolgert werden, dass diese Anlage keine über Hohlziegel heizbaren Wände besessen haben kann. Der Heizraum (Praefurnium) für das Heißbad befand sich außerhalb des eigentlichen Bades an dessen Schmalseite. Die Pfeiler des Caldariums bestanden aus 1,10 Meter hohen quadratischen Ziegeln. Je Pfeiler waren 20 Ziegel verbaut worden. Darüber lag eine Lage quadratischer Fußplatten von bis zu 0,24 Metern Seitenlänge, und eine abschließende Schicht von im Geviert bis zu 0,45 Metern langen Deckplatten. Die darüberliegende wasserdichte Estrichschicht hatte eine Stärke von 0,20 Metern. Zwischen den Heizräumen des Caldariums und Tepidariums gab es eine 0,40 Meter hohe und 0,55 Meter breite, gewölbte Öffnung, durch die Heißluft ströhmen konnte. Die 0,95 Meter hohen Pfeiler des Laubades bestanden aus zehn bis zwölf Lagen von Kalksteinplatten. Die heizbaren Räume zwischen Tepidarium und Frigidarium zu denen der apsidiale Anbau gehörte, sind baulich nur über dem eigentlichen Hypokaustum mit einer 0,50 Meter starke Mauer getrennt worden. Der gesamte Heizbereich darunter besteht aus einem einzigen Raum mit 0,60 Meter hohen Pfeiler, die gleichfalls aus Kalksteinen aufgemauert worden sind. Zwischen diesem Bereich und dem Laubad konnte auch noch der einzige erhaltene Türdurchgang nachgewiesen werden. Da die RLK kein spezielles Praefurnium für diese Räume festgestellt hat, ist ihre Nutzung in der Gesamt als mögliches Schwitzbad (Sudatorium) fraglich. Als letzter der vom Caldarium aus beheizbaren Räume hätte hier nie die entsprechende Hitze erzeugt werden können, daher wurde überlegt, in dem größeren der Räume einen Durchgangsbereich zu sehen. Lediglich in dem kleinen nordwestlichen Raum soll es ein Schwitzbad gegeben habe, das zusätzlich mit Heizbecken erwärmt wurde. Auch die Art und Weise, wie der Rauchabzug in diesem Bad ohne eine Abzugsmöglichkeit über die Wände hätte stattfinden sollen, konnte nicht geklärt werden.

## Vicus, Tempel, Brandgräberfeld
Der für das kleine Kastell verhältnismäßig große Vicus (d. h. Kastellsiedlung), konnte vor allem im Süden und Südwesten beobachtet werden. Nahe dem Bad – zwischen diesem und dem Kastell – wurde ein Gebäude ergraben, das vielleicht als Tempelchen interpretiert werden kann, da dort ein beschädigter Altar für die Göttin Fortuna redux aus dem Jahre 215 geborgen worden ist. Der 4,60 × 5,20 Meter große Bau fand sich 1905 in Form eines schlecht erhaltenen, rechteckigen Gebäudes. Die noch bis zu 0,30 Meter hoch erhaltenen Mauern waren 0,60 Meter stark. Ein Eingang ließ sich nicht mehr erkennen.
Das 1959 beim Bau einer Wasserleitung entdeckte Brandgräberfeld mit Bestattungen aus dem 2. und 3. Jahrhundert befand sich rund 200 Meter südöstlicher Entfernung des Kastells an der römischen Straße nach Kipfenberg und reicht heute bis unter das Dorf Böhming. Von ihm wurden 15 Bestattungen ergraben, welche allesamt sehr bescheiden ausgestattet waren.

## Truppe
Der Archäologe Thomas Fischer vermutet, dass eine Einheit der Pfünzer Cohors I Breucorum hierher abgestellt worden ist. Auch andere Experten gehen heute von dieser These aus. Die Vermutung, dass ein Numerus hier stationiert gewesen sein könnte, erscheint hingegen in Anbetracht des Umstandes, dass in der gesamten Provinz Raetien kein einziger Numerus epigraphisch nachgewiesen ist, eher unwahrscheinlich. Wie die geomagnetischen Untersuchungen von 2007 ergaben, kann man in Böhming von einer grobgeschätzt 200 Mann starken Truppe ausgehen.

## Ende und nachkastellzeitliche Entwicklung
Es hat den Anschein, als ob Böhming, dessen antiker Name unbekannt ist, von dem Alamannensturm 233, dem höchstwahrscheinlich das rückwärtige Kastell Pfünz zum Opfer fiel, nicht betroffen war. Das Ende Böhmings könnte vielleicht während des nächsten großen Alamanneneinfall um 242/244 n. Chr. gekommen sein. Diesen Einfall ermittelte der Archäologe und Numismatiker Hans-Jörg Kellner anhand von vielen Münzfunden in anderen rätischen Kastellen. Ein weiteres von der Wissenschaft ermitteltes Schlussdatum für den raetischen Limes könnte das Jahr 254 n. Chr. gewesen sein. Spätestens jedoch mit dem dritten schweren Alamannenangriff um 259/260, als der mittelkaiserzeitliche Limes endgültig fiel, wurde das Kastell für immer aufgegeben. Bislang fanden sich keine Anzeichen einer gewaltsamen Zerstörung wie im rückliegenden Kastell und Vicus von Pfünz beobachtet werden konnten. Es ist durchaus möglich, dass die Truppe kurz vor dem Rückzug das Lager selbst angezündet hat. Für den Bau der ersten Kirche von Böhming, die um 1182 an der gleichen Stelle geweiht worden war, wurde das Baumaterial aus dem Kastellbereich geholt.

## Funde

### Keramik
Zu den wenigen Funden, die aus der Brandschicht unter den Steinbauten stammen, gehören unter anderem Terra-Sigillata-Gefäßscherben vom Typ Drag. 37 die allgemein der Zeit zwischen 150 und 230 zugeordnet werden und ein Becherfragment Drag. 33. Dieser Formentypus entstand zwischen 150 und 300. Ein identisches Stück wie dieser Becher fand sich auch in Pfünz. Um das Auffinden von zwei Rheinzaberner Sigillata-Bruchstücke in dieser Brandschicht hält die Diskussion seit Jahrzehnten an. So wurde der Fund von Bilderschüsselresten, bei denen Kellner die Hersteller Belsus I/ Gruppe Ib und Comitialis V/ Gruppe IIa, identifizierte, unterschiedlich bewertet. Da diese Hersteller ihre Produktion nach Meinung des Terra-Sigillata-Spezialisten Paul Karnitsch (1904–1967), des Archäologen Hans Schönberger (1916–2005) und anderer Forscher erst nach 175/180 aufnahmen und damit die Datierung der Brandschicht und der Bau des Steinkastells später ansetzen müsste, bezweifelten einige Wissenschaftler, wie Fischer, die Zugehörigkeit dieser Fundstücke zu der Brandschicht. Der Keramikexperte Hans-Günther Simon (1925–1991) sah 1968 in dieser Befundlage die Möglichkeit, dass die genannten Töpfer mit ihrer Produktion vielleicht bereits vor 175 begonnen haben, wofür es seiner Meinung nach noch von anderen Fundstätten her Hinweise gab. Diese Ansicht hatte 1965 bereits Hans-Jörg Kellner vertreten. Daher hatte er dazu aufforderte, Karnitschs zeitliche Einteilungen der Sigillaten eventuell zu modifizieren. Auch die Archäologen Stefan Groh und Helga Sedlmayer argumentierten Jahrzehnte später ebenfalls mit der Überlegung einer früheren Funddatierung.

### Militärdiplom
Ohne genaues Fundjahr kam um 2010/2011 auf dem Kastellareal das kleine Fragment eines offenbar in Britannien ausgestellten Militärdiploms ans Licht. Der Archäologe Bernd Steidl bearbeitete das Fundstück. Das Dokument lässt auf einer Seite neun Buchstaben erkennen, die sich auf die Zeugen beziehen. Da sich der Zeugenname C. BELLIius Urbanus leicht rekonstruieren ließ, ergab sich ein erster Anhaltspunkt für die Altersbestimmung. Urbanus kann vom 13. Dezember 156 bis zum 23. März 178 auf den Diplomen nachgewiesen werden. Auch der noch erkennbare Ti. IVLIus Felix erscheint bis 5. Mai 167 regelmäßig direkt vor Urbanus auf den Listen. Da Urbanus in den Diplomlisten chronologisch aufwärts steigt und am 23. März 178 ganz oben erscheint, ist eine zusätzliche genauere zeitliche Zuordnung möglich. Unter Ausschöpfung aller Datierungsmöglichkeiten auf dem Fragment wird das Diplom in den Jahren 156 bis 160 n. Chr. ausgestellt worden sein. Als Terminus ante quem nennt Steidl den 24. Juni 160. Er nimmt außerdem an, dass das für seinen Besitzer wertvolle Diplom keinen Bezug zum Kastell Böhming hatte. Möglicherweise kam es dorthin, um für die Metallverarbeitung eingeschmolzen zu werden.

## Fundverbleib
Wichtige Funde wie der Torso einer aus Bronze gegossenen Statuette des Jupiter-Tonans-Statuette wurde zusammen mit der Bauinschrift in das Museum für Ur- und Frühgeschichte auf der Willibaldsburg, Eichstätt, verbracht, anderes befindet sich im Römer und Bajuwaren Museum Burg Kipfenberg.

## Limesverlauf zwischen dem Kastell Böhming und dem Kleinkastell Güßgraben
| ORL      | Name/Ort                       | Beschreibung/Zustand |
| -------- | ------------------------------ | --- |
| ORL 73a  | Kastell Böhming                | siehe oben |
| Wp 15/1  | „Am rechten Altmühlufer“       | Wp 15/1 liegt im Tal der Altmühl, die ein tiefes Flussbett in die hügelige Landschaft gegraben hat. Die Aufstiege aus dem Tal sind zumeist sehr steil. Der Limes passierte diesen Geländeeinschnitt ohne Rücksicht auf topographische Gegebenheiten zu nehmen in westöstlicher Richtung. Bei dem am Ostufer gelegenen Wp 15/1, sollte der Altmühlübergang der befestigten römischen Reichsgrenze gesichert werden. Am gegenüberliegenden Ufer dieses antiken Übergangs, der bei der heutigen Brücke vermutet wird, lag möglicherweise Wp 14/79. Dieser Turm konnte bisher jedoch nicht nachgewiesen werden. In der Forschung wird vermutet, dass bereits die Römer eine Brücke für den schnellen Truppendurchzug am Limes zur Flussüberquerung nutzten. Wp 15/1 lag rund 50 Meter östlich dieses Übergangs. Aufgrund der RLK-Forschungen konnte auch der genaue Verlauf der Rätischen Mauer, die nach den im Herbst 2008 geborgenen dendrochronologischen Befunden am Limespfahlrost bei Kastell Dambach im ersten Jahrzehnt des 3. Jahrhunderts (206/207 n. Chr.) errichtet wurde, durch den hier gelegenen Markt Kipfenberg festgestellt werden. Heute ist von den Ausgrabungen nichts mehr zu sehen. |
| Wp 15/2  |                                | Die Turmstelle wird nur vermutet. |
| Wp 15/3  | „Vögelebuck“                   | Wp 15/3 befindet sich auf 495 Höhenmetern hoch über dem Altmühltal und ist fast an der Spitze eines schmalen Bergsporns errichtet worden. Von hier aus bestand Sichtverbindung zur Turmkette nach Westen und Osten. Außerdem konnte das südwestlich im Tal gelegene Kastell Böhming eingesehen werden. Von dem Holzturmhügel haben sich nur schwache Spuren erhalten. Er wird in seinem nördlichen Bereich von der später errichteten Steinmauer des Limes überschnitten. 30 Meter nordwestlich dieser Stelle liegt das Fundament eines mittelalterlichen Turmes, genau östlich fand sich der Steinturm. Diese Steintürme wurden in der Nachfolge der zumeist wohl witterungsbedingt verfallenden Holzwachtürme am gesamten Limes errichtet. Etwas später entstand in Rätien die Limesmauer, welche zumeist an die Flanken der Steintürme ansetzte. Auch bei dem nicht vollständig erhaltenen, 4,5 × 4 Meter umfassenden Fundament von Wp 15/3 konnte dieser Maueransatz beobachtet werden. Einige Meter vor der Mauer des Limes wurde der Palisadengraben aufgedeckt, der dem Verlauf der Mauer entspricht. Die einst hölzerne Palisade folgte zeitgeschichtlich der Rätischen Mauer voraus und wurde nach Ausweis einiger inzwischen vorliegenden dendrochronologischen Befunde aus Rätien im Zeitraum von 160 bis kurz vor beziehungsweise um 165 n. Chr. errichtet. Der Limes verläuft im Altmühltal bis zum Fuß des steilen Osthangs fast genau in westöstliche Richtung. Dann machte er offenbar einen starken Knick nach Südosten. Auf seinem weiteren Weg, den Hang hinauf haben sich keine Spuren der Mauer erhalten. Erst nachdem er die obere Hangkante des Bergssporns erreichte, auf dem Wp 15/3 stand, konnten seine Spuren durch die Forschung wieder gesichert werden. Die Mauer knickte an der Kante erneut deutlich in östlichere Richtung ab und behielt diese Richtung bis zum Kleinkastell am Hinteren Seeberg bei. |
| Wp 15/4  | „Streubuck“                    | Die Turmstelle wird nur vermutet. |
| Wp 15/5  | „Am Gelbelseer Weg“            | Bei Wp 15/5 ergrub die RLK eine Anomalie im Verlauf der in diesem Bereich streckenweise gut sichtbaren Rätischen Mauer, die möglicherweise mit einem hier bestehenden Limesdurchgang zu tun hatte. An der schnurgerade durchlaufenden römische Grenze wurde mit dem Bau der Steinmauer ein Durchlass vor der Ostflanke des Steinturms eingeplant. Die Mauer schloss von Nordwesten kommend an der linken Ecke der Turmvorderfront ab, setzte dann jedoch nicht direkt vor dessen rechter vorderer Ecke wieder an, sondern ließ für eine knapp fünf Meter breite Passage Platz. Dieser Weg wurde während eines späteren Zeitpunkts jedoch wieder vermauert. Erst im Anschluss an diesen zeitweilig bestehenden Durchgang führte die Mauer in ihrer bisherigen Richtung nach Südosten weiter. Die Ausgräber stellten fest, dass eine zweite Mauer, die vom Turm weg einen über sechs Meter breiten Durchlass bot, östlich von der rechten Ecke der Turmrückseite in Richtung der Hauptachse des Limesverlaufs fluchtete. Nach rund 52 Metern schloss dieses Mauerstück in einem spitzen Winkel an die allgemeine Limestrasse an. Auch der Turm weist Besonderheiten auf. Er war 3,60 × 6 Meter groß und richtete seine Schmalseite ins Barbaricum. Außerdem fand die RLK an seiner Nordwestfassade einen seitlich versetzten ebenerdigen Zugang. Unmittelbar nordwestlich schloss sich der ältere Holzturmhügel an, der in seinem vorderen Bereich von der Mauer überschnitten wurde. Im Inneren konnten noch die beiden Eckpfostenlöcher der Turmrückseite beobachtet werden. Zudem fanden sich hier noch weitere Spuren der Basiskonstruktion. Die Holzpalisade verläuft in derselben Flucht wie die jüngere Limesmauer. Hier konnte kein Durchgang festgestellt werden. Möglicherweise liegt dieser auch unter der Straße Kipfenberg–Gelbelsee, welche die Palisade vor Wp 15/5 quer überschneidet. Über den zeitlichen Ablauf der verschiedenen Einzelbauphasen an dieser Wachturmstelle ist nichts bekannt. |
| Wp 15/6  | „Geigerbrut“                   | Die Turmstelle wird nur vermutet. |
| Wp 15/7  | „Am Pfahl“                     | Frei hinter der Mauer stehend, konnte das 7,35 × 5,29 Meter umfassende Fundament von Wp 15/7 freigelegt werden. Als weitere Besonderheit trafen die Ausgräber der RLK einen seitlich versetzten ebenerdigen Zugang an. Nur etwas nordwestlich von dieser Stelle befand sich der Holzturmhügel, den die Rätische Mauer in seinem vorderen Bereich durchschnitt. Bei den Untersuchungen wurden noch drei der einst vier Eckpfostenlöcher des einstigen Holzturms entdeckt. Von der hölzernen Palisade wurde direkt vor dem in diesem Bereich gut zu verfolgenden Schuttwall der Limesmauer nichts festgestellt, jedoch befand sich etwas weiter nordöstlich ein erhaltener Abschnitt der deutlich macht, dass die Holzpfostenreihe des älteren Annäherungshindernisses etwas vorgelagert dem Verlauf der Teufelsmauer folgte. Kurz hinter Wp 15/7 geht es hinab in eine Senke, die am östlichen Ausgang des Wassertals liegt. Dieses Tal verläuft fast parallel im Rücken der Turmstellen Wp 15/4 bis 7. |
| Wp 15/8  | „Schachel“                     | Die Turmstelle wird nur vermutet. |
| Wp 15/9  | „Am Wolfsgalgen“/„Luder-Bichl“ | Bei dem in den 1960er Jahren noch sichtbaren Wachposten stellte die RLK einen 6 × 5,75 Meter großen Steinturm fest, der an seiner Rückseite sehr stark ausgebrochen war. Der Estrich am Boden des Turminneren war noch erhalten. Zudem konnte auf diesem Belag in der Nordwestecke eine Feuerstelle festgestellt werden. Der Limesverlauf, der auf topographische Gegebenheiten keine Rücksicht nimmt, hat verursacht, dass dieser Turm am nördlichen Rand in einer leichten Senke errichtet werden musste. Südlich, im Rücken des Turms, erhebt sich inmitten dieser Mulde der 522 Meter hohe Luderhügel. Nach Nordwesten konnte die römische Turmbesatzung die Nachbartürme Wp 15/8, sowie den am Hang über der Senke stehenden Wp 15/7 ausmachen. Auch im Südosten konnten mehrere Türme gleichzeitig Signalen von Wp 15/9 empfangen. Von der Rätischen Mauer haben sich in diesem Bereich keine sichtbaren Spuren erhalten und auch der Turm ist nicht mehr sichtbar. |
| Wp 15/10 | „Im Schlierfeld“               | Die Turmstelle wird nur vermutet. |
| Wp 15/11 | „In der Brünst“                | Der ältere Holzturmhügel mit den heute noch sichtbaren Resten des Ringgrabens wurde von der später errichteten Limesmauer schräg überschnitten. Östlich von dieser Stelle untersuchte die RLK an einem hohen Steinturmhügel den dazugehörigen, 5,75 × 5,95 Meter großen Turm, der einen rückwärtigen Eingang aufwies. Im Inneren wurde eine Feuerstelle freigelegt. Da Wp 15/11 in einer wasserarmen Gegend lag, wurde außerhalb neben dem Steinturm eine Zisterne errichtet. |
| Wp 15/12 |                                | Die Turmstelle wird nur vermutet. |
| Wp 15/13 |                                | Die Turmstelle wird nur vermutet. |
| Wp 15/14 |                                | Die Turmstelle wird nur vermutet. |
| Wp 15/15 | „Auf dem Fuchsberg“            | Auf dem im Köschinger Forst gelegenen Fuchsberg östlich von Zant erreicht der Limes den höchstgelegenen Punkt zwischen dem Altmühl- und dem Schambachtal. Hier liegen die sichtbaren Reste von Wp 15/15. Der ältere Holzturmhügel mit seinem Ringgraben konnte von der RLK in dem rund 35 Meter breiten Raum zwischen der noch als flacher Graben sichtbaren Palisade und der jüngeren Mauer ermittelt werden. Von den einst vier rechteckig zueinander angeordneten Pfosten des Turmes im Inneren des Ringgrabens konnten noch drei festgestellt werden. Deutlicher zeichnet sich im Gelände der rechteckige, 6,2 × 4,9 Meter große Steinturm ab, an dessen Schmalseiten die Limesmauer nachträglich angefügt wurde. Etwas seitlich nach Westen versetzt befand sich an der Rückseite ein 0,60 m breiter Eingang. Direkt zur Rechten des Eingangs konnten im Turminneren noch fünf Stufen einer steinernen Treppe festgestellt werden. Vor der Stiege fanden sich die Reste einer Feuerstelle. Unweit dieser Turmstelle fand auf dem Fuchsberg vom 20. Juli bis 7. August 2015 eine 7 Meter × 35 Meter große Ausgrabung statt, die als Kooperationsprojekt verschiedener Fachgebiete der Universität Bamberg angelegt war. Zudem war die Römisch-Germanische Kommission des Deutschen Archäologischen Instituts und das Bayerische Landesamt für Denkmalpflege in dieser Grabung eingebunden. Die wissenschaftliche Leitung hatte die Archäologin Michaela Konrad inne. Der Schnitt lag quer über dem Gräbchen der älteren Palisade und der jüngeren Limesmauer. Er schloss auch Materialentnahmegruben ein. Es wurde auch in diesem Bereich festgestellt, dass die Römer beim Bau der Mauer die jeweils örtlichen Geländegegebenheiten genutzt hatten. Talwärts hatten die Erbauer an diesem Streckenabschnitt örtlichen Verwitterungslehm als Bindemittel verwendet, auf der Höhe des Fuchsberg war die Mauer mit dem örtlich anstehenden Gestein als zweischaliges Trockenmauerwerk auf den nur zehn Zentimeter unter dem Waldboden liegenden jurassischen Plattenkalk gesetzt worden. Zumindest in den unteren, noch untersuchbaren Lagen war Opus spicatum zum Einsatz gekommen. Verputzreste konnten während der Grabung an der hier rund 1,25 Meter breiten Mauer nicht entdeckt werden. Näher untersucht wurden auch die Materialentnahmegruben, die sich entlang des Limes aneinanderreihen. |
| Wp 15/16 | „Kalteneck“                    | Die Turmstelle wird nur vermutet. |
| Wp 15/17 |                                | Die Turmstelle wird nur vermutet. |
| Wp 15/18 | „Teufelskopf/Güßgraben“        | Der Wall des Limes ist in diesem Bereich in einem sehr guten Zustand. Das Gelände gehört zur Wittelsbachschen Krongutverwaltung. Rund neun Meter hinter der Limesmauer, die nach dendrochronologischen Befunden aus Dambach im ersten Jahrzehnt des 3. Jahrhunderts errichtet wurde, liegt der Schutthügel des Steinturms Wp 15/18. Vom Holzturm ist an diesem Platz nichts auszumachen und vom Steinturm blieb nur dessen Ausbruchsstelle. |
| KK       | Kleinkastell Güßgraben         | In der Nähe von Wp 15/18 liegt das folgende Kleinkastell. |

## Denkmalschutz
Das Kastell Böhming und die erwähnten Anlagen sind als Abschnitt des Obergermanisch-Rätischen Limes seit 2005 Teil des UNESCO-Welterbes. Außerdem sind sie geschützt als eingetragene Bodendenkmale im Sinne des Bayerischen Denkmalschutzgesetzes (BayDSchG). Nachforschungen und gezieltes Sammeln von Funden sind erlaubnispflichtig, Zufallsfunde sind den Denkmalbehörden anzuzeigen.